# Ammazzavampiri 2
Ammazzavampiri 2 (Fright Night Part II) è un film del 1988 diretto da Tommy Lee Wallace. È il sequel del film Ammazzavampiri (Fright Night).

## Trama
Charlie Brewster, dopo aver affrontato un vampiro, Jerry Dandridge, che viveva nella casa accanto, con l'aiuto dell'attore-mito televisivo di "Ore d'Orrore" Peter Vincent, è in analisi per convincersi che i vampiri non esistono. Come ultimo passo deve incontrare Peter per capire che non ci crede più, ma proprio nel suo palazzo si sono insediati dei nuovi vampiri, capeggiati da Regine Dandridge che vuole vendicare la morte di suo fratello Jerry.